# Петър Първанов (поет)
Вижте пояснителната страница за други личности с името Петър Първанов.
Петър Първанов е български поет.

## Биография
Петър Първанов е роден на 12 юли 1941 г. в Килифарево. Завършва гимназия във Велико Търново, където преминават младежките му години. По-късно за кратко учи медицина и философия. Дипломира се в Софийския университет „Св. Климент Охридски“, специалност журналистика.
Петър Първанов работи в различни културни институти и медии – Студентския дом на културата, Дирекция „Музика“ към Министерството на културата, БНР, БТА и др. Автор и водещ е на различни предавания, сценарист на документални филми и др. Бил е член на журито на националната награда „Христо Г. Данов“, конкурса за есеистика „Цветан Стоянов“, конкурса „SMS поезия“, редколегията на сп. „Орфей“. През последните две десетилетия до пенсионирането си работи в НДК, където повече от петнайсет години е директор Художествено-творческа дейност. Бил е директор на Международния панаир на книгата.
Автор е на редица културни проекти – „Салон на изкуствата“, фестивал на поезията с ежегоден алманах „Лирика“, ежегоден фестивал на изкуствата за деца „Нови съзвездия“, „Реклама Експо“, „Живата съкровищница“. Инициатор е на българските издания на „World Press Photo“ с изложби, филмовата панорама ФИПРЕСИ, Национални дни на културите, общо изложение на художествените галерии „Арт Експо“, фестивал на радио и телевизионни програми за изкуство и култура „Осмата муза“, редица изложби, артистични акции, литературни вечери, семинари, майсторски класове и др.
Членувал е в Съюза на българските писатели, Сдружението на български писатели и Съюза на българските журналисти.

## Творчество
Петър Първанов публикува в централните литературни издания и антологии. 
През 2019 г. издателство „Миниатюра“ в Краков започва издаването на „Малка библиотека на българската литература“ с неговата книга „Откъдето и да идва“ в превод на Войчех Галонзка. В съавторство с Владислав Паскалев и Светлин Русев – изданието „Пластически изкуства в НДК“.

## За него
- Тимен Тимев, „Античност и символизъм (текстуализъм) в поетиката на Петър Първанов в класически архетипален и деконструктивистки (strong misreading) насилствен прочит“. – сп. „Съвременник“, бр. 3, 1995 г.
- Благовеста Касабова, „Своеобразна поетика“. – в. „Български писател“, бр. 40, 18 декември 2002 г.
- Михаил Неделчев, Представяне на Малка антология на българската поезия – LA BIEN CERCADA. – сп. „ALORA“, бр. 25, декември 2008 г.
- Ричард Хартайс, „Пътник във времето“ (предговор). – Двуезично издание „Ларго“, 1999 г.
- Георги Цанков, „Потъвам в дълбокото знамение на личността“ (рецензия). – сп. „Везни“, бр. 10, 2018 г.